# Parcas

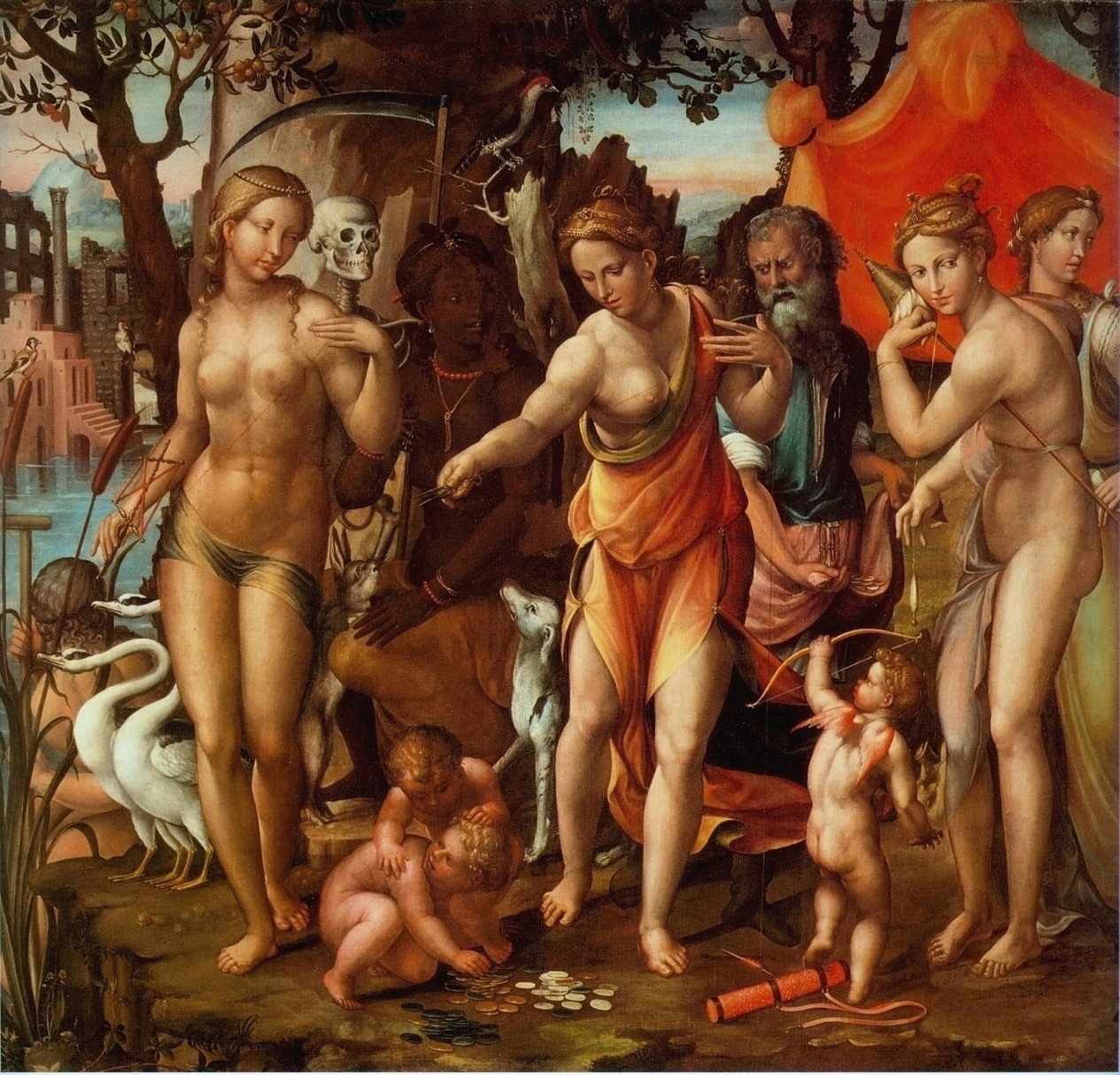
Las tres Parcas, de Marco Bigio

En la mitología romana, las parcas (en latín: Parcae) eran unas diosas, tres hermanas viejas, que personifican el fatum o destino. A veces se las menciona simplemente como los hados (plural de ‘hado’).  Se las entiende como una interpretatio graeca de las moiras. De esta manera Higino dice que son tres hijas de la Noche (Nox) y Érebo (Erebus)  y las llama, como era de esperarse, Cloto, Láquesis y Átropo.
Las parcas determinan la vida de los seres humanos y tienen control sobre el hilo de la vida. Cloto (‘convocadora’) lleva una rueca y preside sobre los nacimientos. Láquesis (‘lote’) tira del hilo y así determina cuánto va a durar la vida. Átropo (‘sin orden’), con sus tijeras, corta el hilo sin previo aviso y así lleva la muerte.  Se decía que nadie podía morir a menos que las Parcas hubieran roto el hilo del que depende la vida de un hombre, o que Proserpina hubiera marcado su nombre en el dintel de la puerta del Inframundo. Aulo Gelio, citando a Varrón, da una versión única y las denomina como Nona, responsable del embarazo, Décima, de la duración de la vida, y Morta, de la muerte.  La primera referencia en latín literario se encuentra ya en Livio Andrónico, en un verso de la Odisea: Quando dies adveniet quem profata Morta est?
Al principio parece que las parcas eran una suerte de númenes en la religión romana, relacionados con el nacimiento del bebé. Pero este carácter primitivo se perdió cuando fueron asimiladas a las moiras. En el Foro las tres parcas estaban representadas por tres estatuas llamadas corrientemente las tres Hadas (tria Fata, los tres «Destinos»).  Según Servio una de ellas habla, otra escribe y la tercera saca el hilo de la vida. Según Homero, una lleva un cribador, la otra saca agua y la tercera rompe el recipiente. Aunque son auxiliares y escribas de Júpiter, seguramente porque ponen en práctica las disposiciones del dios supremo, las consideran servidoras de Plutón.
Siendo una versión romana de las moiras las parcas apenas tienen leyendas netamente romanas. Por ejemplo, profetizan el destino de Meleagro: «Este vivirá tanto tiempo cuanto persista el tizón sin consumirse».  En una de las intervenciones de las parcas, que no tiene paralelo en la mitología griega, se dice que inventaron siete letras griegas: A, B, H, T, I, Y.; otros dicen, no obstante, que las inventó Mercurio.  Otra versión enumera a aquellos que regresaron de los infiernos con permiso de las parcas, a saber: Ceres, Líbero, Hércules, Asclepio, Cástor y Pólux, Protesilao, Alcestis, Teseo, Hipólito, Orfeo, Adonis, Glauco, Ulises, Eneas y Mercurio.  Los olímpicos no tenían poder contra las decisiones de las parcas y así decretaron, por ejemplo, la ley de que Proserpina no podría volver al cielo si hubiera probado comida alguna de los infiernos.  También predijeron en sus cantos que Júpiter sería expulsado de su reino por un hombre nacido de él y de Tetis.

## Mitología comparada
En la mitología comparada el papel de las hermanas que están relacionadas con el destino es compartido por las moiras, parcas y nornas. Estas últimas descritas en la mitología nórdica. Son conocidas como Urðr (o Urd, "lo que ha ocurrido", el destino), Verðandi (o Verdandi, "lo que ocurre ahora") y Skuld ("lo que debería suceder o es necesario que ocurra").

## En la cultura popular
En su álbum premier, Emerson, Lake & Palmer, la banda homónima dedica una pieza instrumental en tres partes, llamada The Three Fates (Las tres Parcas), a estos personajes mitológicos. Las partes, escritas por Keith Emerson, son: Clotho, The spinner of the thread; Lachesis, She who measures the thread; Atropos, The one who cuts the thread.